# Milan Jagnešák
Milan Jagnešák (ur. 29 sierpnia 1969 w Rabczycy) – słowacki bobsleista. Uczestnik czterech Zimowych Igrzysk Olimpijskich: ZIO w Salt Lake City (2002),  ZIO w Turynie (2006),  ZIO w Vancouver (2010) i  ZIO w Soczi (2014).

## Salt Lake City 2002
W Salt Lake City Milan Jagnešák wystąpił jako pilot zarówno w konkursie dwójek, jak i czwórek. W konkursie dwójek zjeżdżał wraz z Róbertem Kresťanko, gdzie zajął 30. miejsce na 37 załóg, które dotarły do mety. W konkursie czwórek zajął 24. miejsce na 29 załóg, które dotarły do mety.

## Turyn 2006
W Turynie Milan Jagnešák wystąpił również jako pilot zarówno w konkursie dwójek, jak i czwórek. W konkursie dwójek zjeżdżał wraz z Viktorem Rájekem, gdzie zajął 25. miejsce nie kwalifikując się do finału. W konkursie brało udział 29 ekip. W konkursie czwórek zajął 20. miejsce ostatnie miejsce w finale (zawody ukończyło 29 ekip z czego 20 awansowało do finału).

## Vancouver 2010
W Vancouver wystąpił również jako pilot zarówno w konkursie dwójek, jak i czwórek. W konkursie dwójek zjeżdżał wraz z Petrem Narovcem, gdzie zajął 20. miejsce na 22 sklasyfikowane osady. W konkursie brało udział 27 ekip. W konkursie czwórek załoga słowacka wycofała się po pierwszym ślizgu..

## Soczi 2014
W Soczi Milan Jagnešák wystąpił w konkursie czwórek, wraz z  następującymi zawodnikami: Lukáš Kožienka, Petr Narovec i  Juraj Mokráš. Zajęli 25. miejsce nie kwalifikując się do finału.